# Pielgrzymów
Pielgrzymów (deutsch: Pilgersdorf, auch Preussisch-Pilgersdorf oder Schlesisch-Pilgersdorf, tschechisch Pelhřimovy, auch Poruba) ist ein Ort in der Stadt- und Landgemeinde Głubczyce (Leobschütz) im Powiat Głubczycki der Woiwodschaft Oppeln in Polen.

## Geographie
Das Waldhufendorf Pielgrzymów liegt 16 Kilometer südwestlich von Głubczyce (Leobschütz) und 75 Kilometer südwestlich von Opole (Oppeln) in der Schlesischen Tiefebene am rechten Ufer des Grozowy (Grossbach). Zusammen mit Pelhřimovy, heute ein Stadtteil der Gemeinde Slezské Rudoltice, von dem es durch die polnisch-tschechische Grenze getrennt ist, bildete es einst einen gemeinsamen Ort.
Nachbarorte von Pielgrzymów sind im Westen Dobieszów (Dobersdorf) und auf tschechischer Seite im Süden Pelhřimovy (Mährisch Pilgersdorf).

## Geschichte

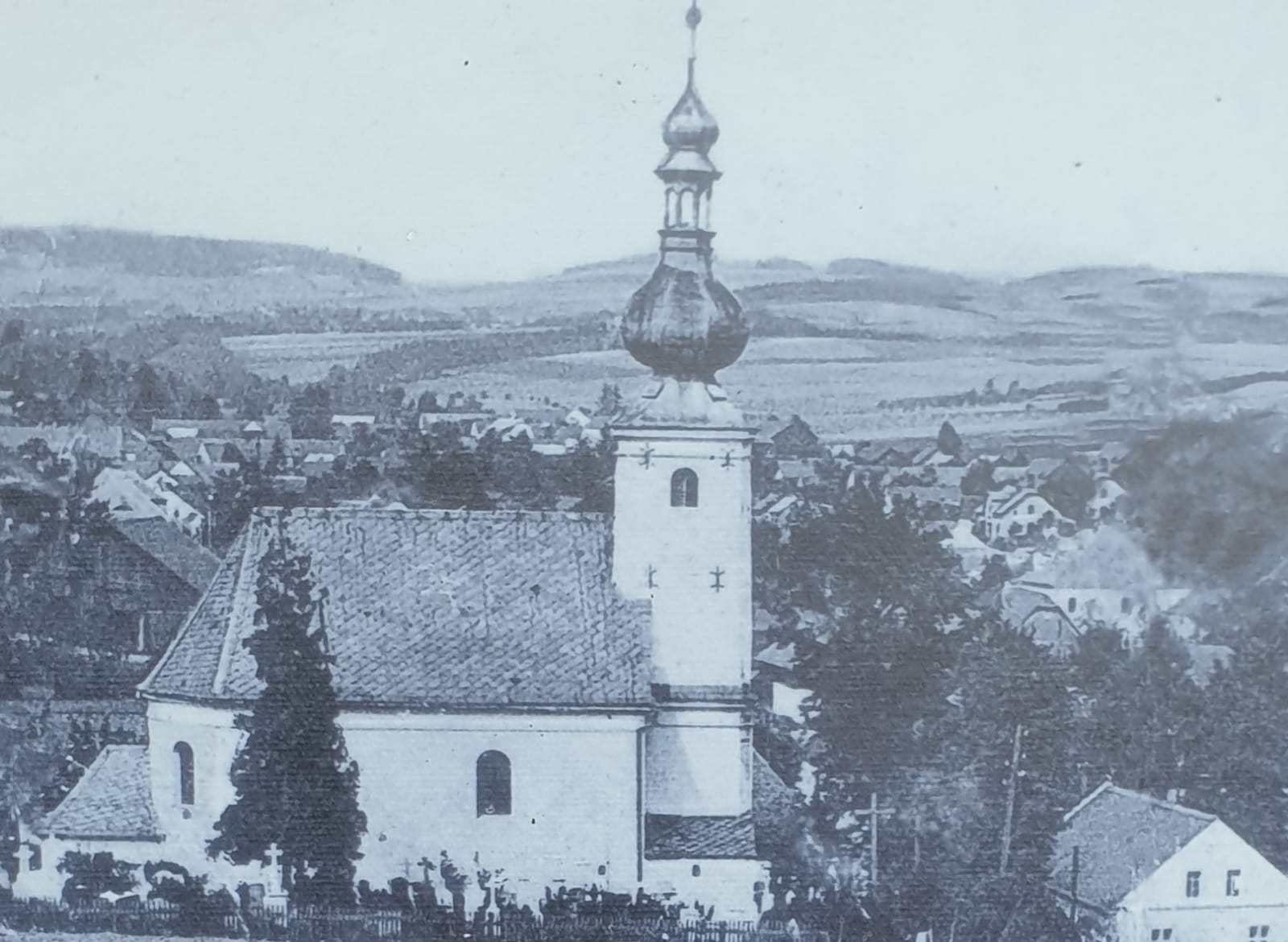
Historische Ansicht von Pilgersdorf mit St. Josef – um 1900

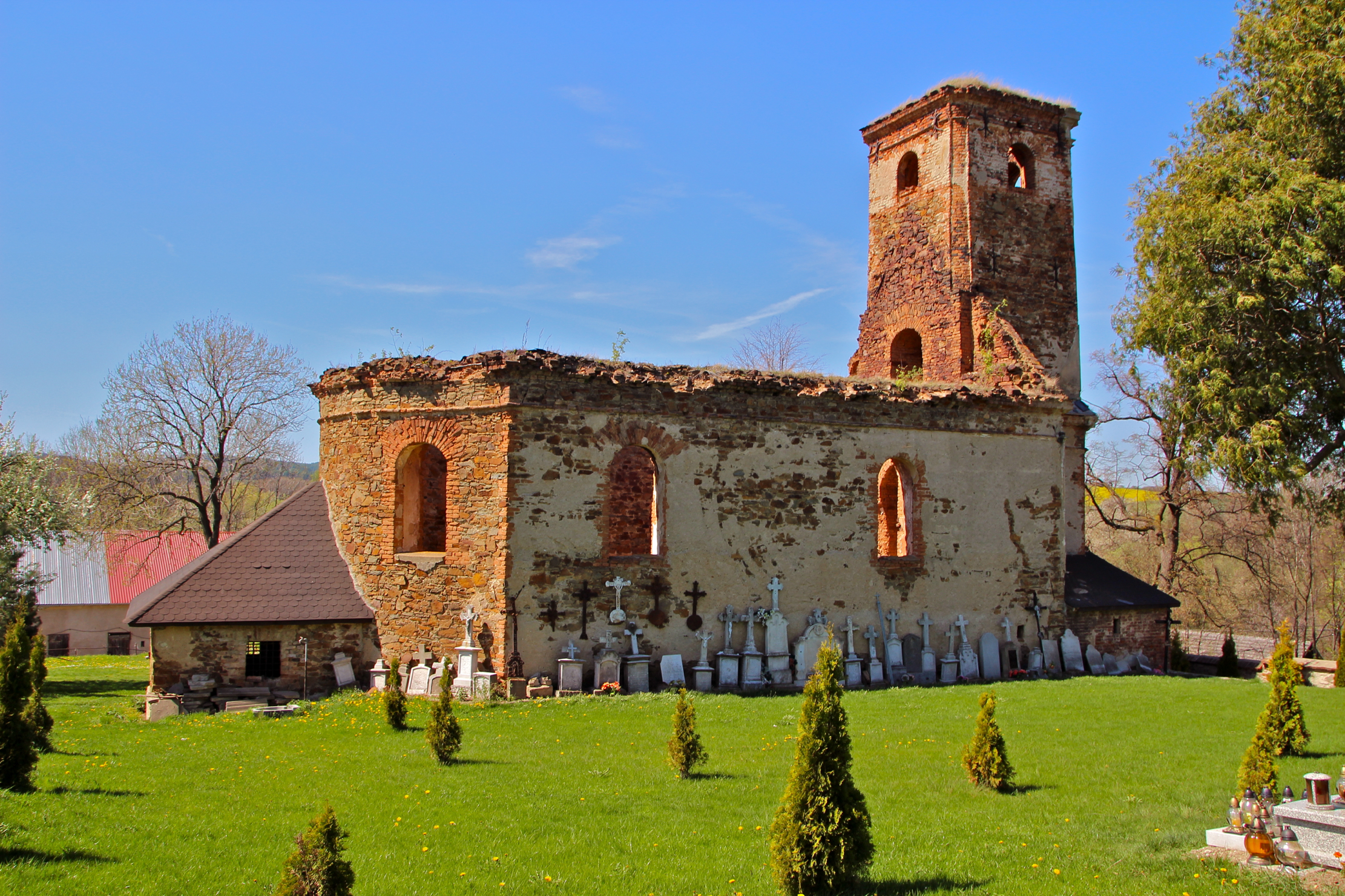
Ruine der Josefskirche

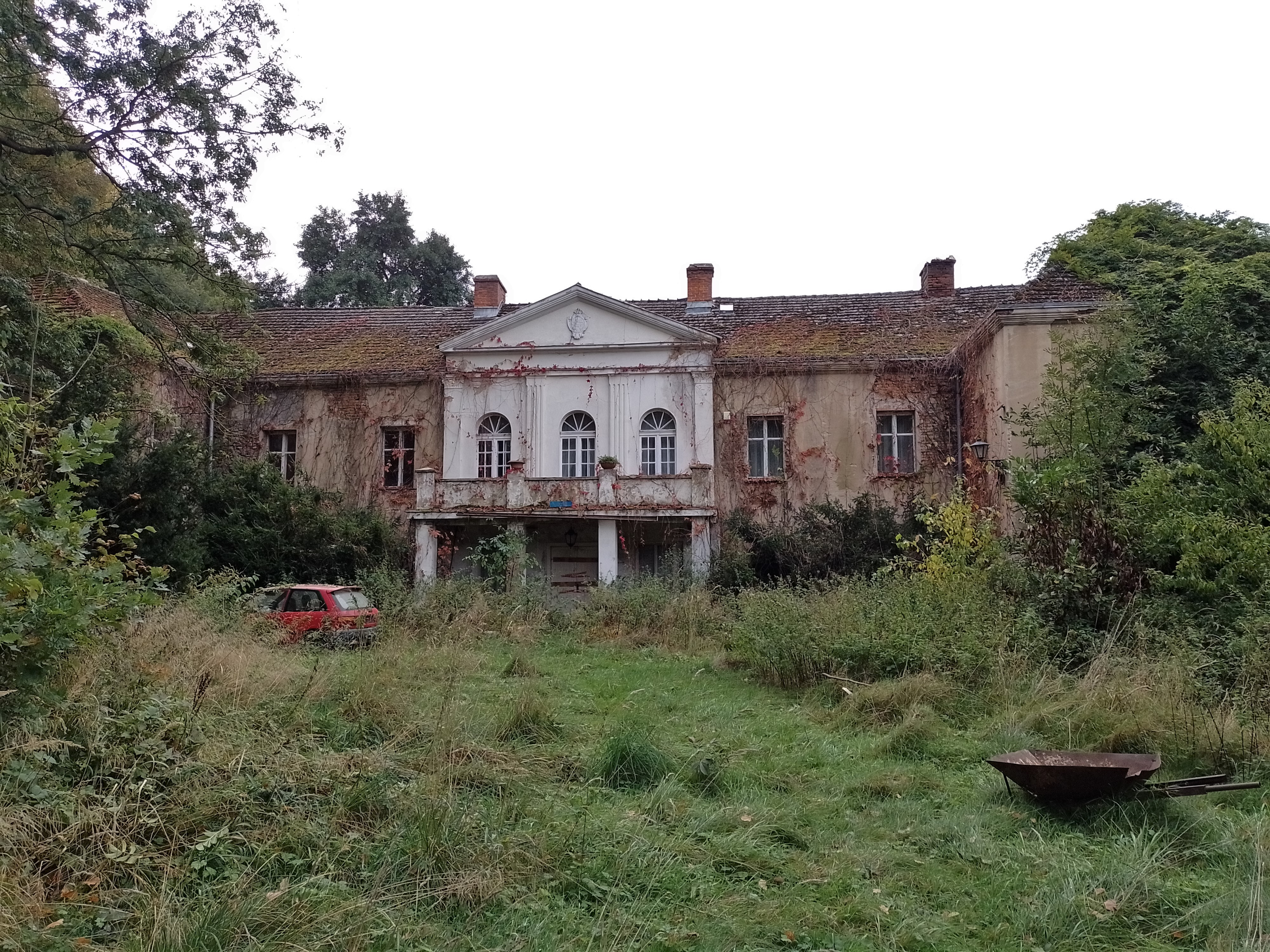
Schloss Pilgersdorf

«Pizkerstorph» wurde 1267 erstmals erwähnt. 1377 ist es in der Schreibweise Pilgrymsdorf, 1431 als Pelhrzymow und 1434 als Pelhrzimow belegt. Der Ortsname leitet sich vom Personennamen Pielgrzym ab.
Nach dem Ersten Schlesischen Krieg 1742 fiel Pilgersdorf mit dem größten Teil Schlesiens an Preußen. Im Vorfrieden von Breslau (1742) wurde vereinbart, dass die Habsburger Nieder- und Oberschlesien bis zur Oppa, der Goldoppa und Grossbach abtreten musste. Der nördliche Teil von Pilgersdorf, der am linken Ufer des Grossbachs liegt, verblieb bei Österreichisch-Schlesien. 1786 wurde im Ort eine katholische Schule eingerichtet.
1803 wurde die zu Pilgersdorf gehörende Kolonie «Burgstädtel» mit 15 Häuslerstellen gegründet. Zwischen 1805 und 1810 wurde die katholische Josefskirche erbaut. Nach der Neuorganisation der Provinz Schlesien gehörte die Landgemeinde Pilgersdorf ab 1816 zum Landkreis Leobschütz, mit dem es bis 1945 verbunden blieb. 1821 erhielt der Ort ein neues Schulhaus. 1845 bestanden im Dorf ein Schloss, ein Vorwerk, eine katholische Kirche, eine katholische Schule, eine Wassermühle, eine Windmühle, eine Brennerei, eine Brauerei und 86 Häuser. Im gleichen Jahr lebten in Pilgersdorf 434 Einwohner, allesamt katholisch. Zu Pilgersdorf gehörte die Kolonie Burgstädtel. 1861 zählte Pilgersdorf eine Erbrichterei, 17 Bauern, 24 Gärtner- und 16 Häuslerstellen. 1874 wurde der Amtsbezirk Pilgersdorf gegründet, dem die Landgemeinden Pilgersdorf, Raden, Troplowitz und Troplowitz Städtel eingegliedert wurden. Erster Amtsvorsteher war der ehemalige Gutsbesitzer Schmidt in Pilgersdorf.
Bei der Volksabstimmung in Oberschlesien am 20. März 1921 stimmten in Pilgersdorf 425 Personen für einen Verbleib bei Deutschland und 0 für Polen. Pilgersdorf verblieb wie der gesamte Stimmkreis Leobschütz beim Deutschen Reich. 1933 zählte der Ort 420 Einwohner, 1939 waren es 417. 
Als Folge des Zweiten Weltkriegs fiel Pilgersdorf 1945 mit dem  größten Teil Schlesiens an Polen. Nachfolgend wurde es in Pielgrzymów umbenannt. Die deutsche Bevölkerung wurde, soweit sie nicht vorher geflohen war, weitgehend vertrieben. Die neu angesiedelten Bewohner waren teilweise Zwangsumgesiedelte aus Ostpolen, das an die Sowjetunion gefallen war.
Direkt vor dem Ort, auf tschechischem Staatsgebiet, befindet sich eine Kapelle. Polnische Soldaten nahmen an, dass sie zu Polen gehört und richteten während der COVID-19-Pandemie 2020 einen Posten vor der Kapelle ein. Erst nach Beschwerden der tschechischen Regierung zogen sich die Soldaten auf polnisches Staatsgebiet zurück.

## Wappen

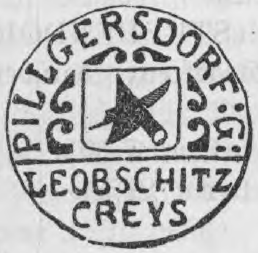
Altes Siegel der Gemeinde

Alte Siegel und Stempel des Ortes zeigen eine Pflugschar und eine Sense, die in Form eines Andreaskreuzes übereinander gelegt sind. Sie deuten auf den landwirtschaftlichen Charakter des Ortes hin.

## Sehenswürdigkeiten

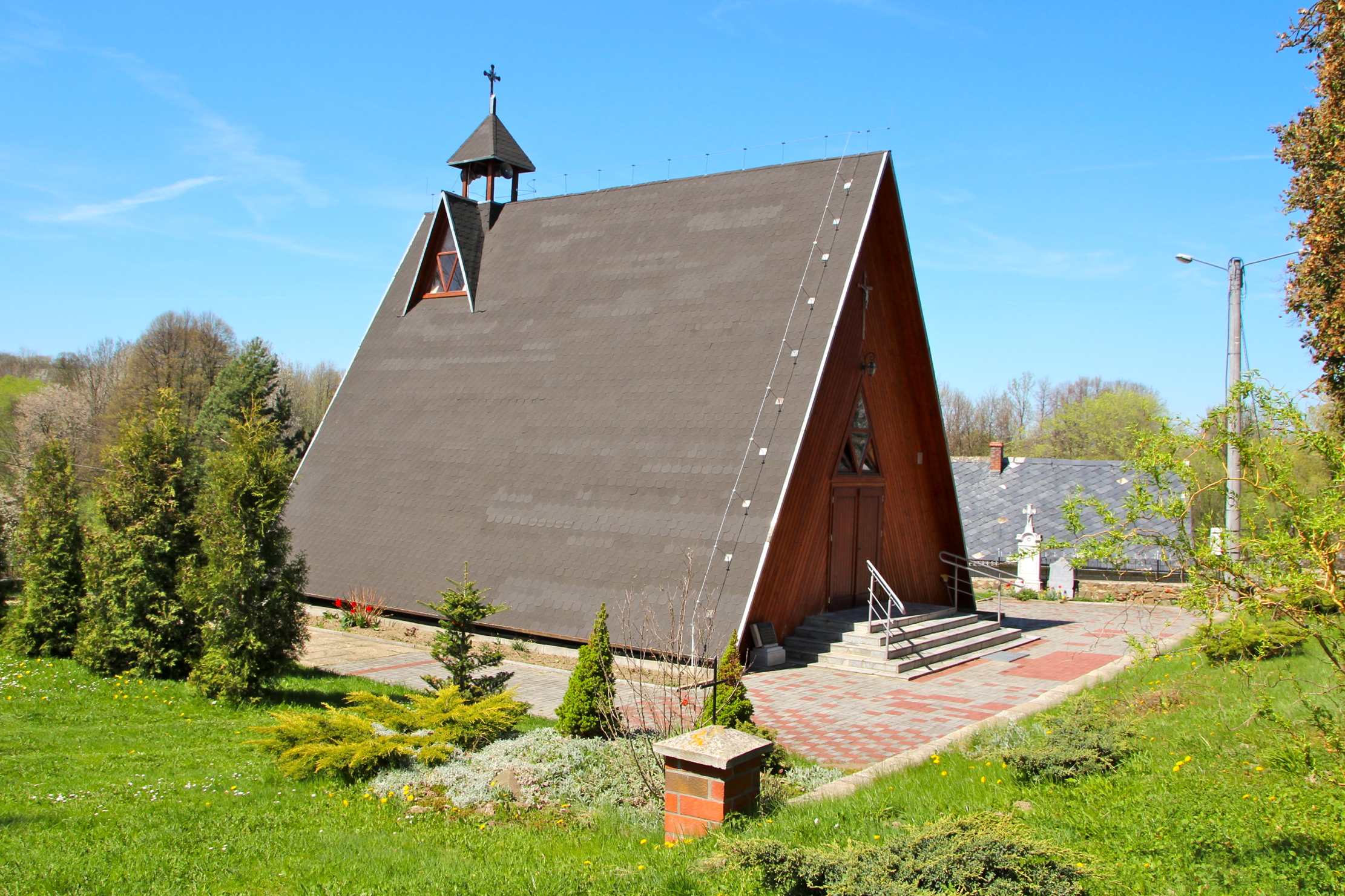
Moderne Josefskirche

- Die römisch-katholische Josefskirche (Kościół Niepokalanego Poczęcia NMP) wurde zwischen 1805 und 1810 errichtet und vom damaligen Gutsbesitzer Joseph von Blumencron gestiftet. Der Bau ist heute eine Ruine, nachdem er im März 1945 niedergebrannt war. Der Kirchenbau steht seit 1965 unter Denkmalschutz.[8]
- Daneben befindet sich der Neubau der St.-Josefs-Kirche aus dem Jahr 2005.
- Das Schloss Pilgersdorf (Pałac w Pielgrzymowie) wurde in der zweiten Hälfte des 18. Jahrhunderts im barocken Stil erbaut. Anfang des 19. Jahrhunderts wurde der Bau erweitert und im klassizistischen Stil umgebaut. Das Schloss steht seit 1965 unter Denkmalschutz.[8]
- Der Schlosspark entstand ebenfalls im 19. Jahrhundert. Der heute verwilderte Park steht seit 1984 unter Denkmalschutz.[8]
- Im Park steht die Ruine der vormaligen Schlosskapelle (Kapliczka dworska).
- Statue des böhmischen Landesheiligen Johannes Nepomuk.
- Steinerne Wegekapelle
- Steinerne Wegekreuze